# Oncocerida

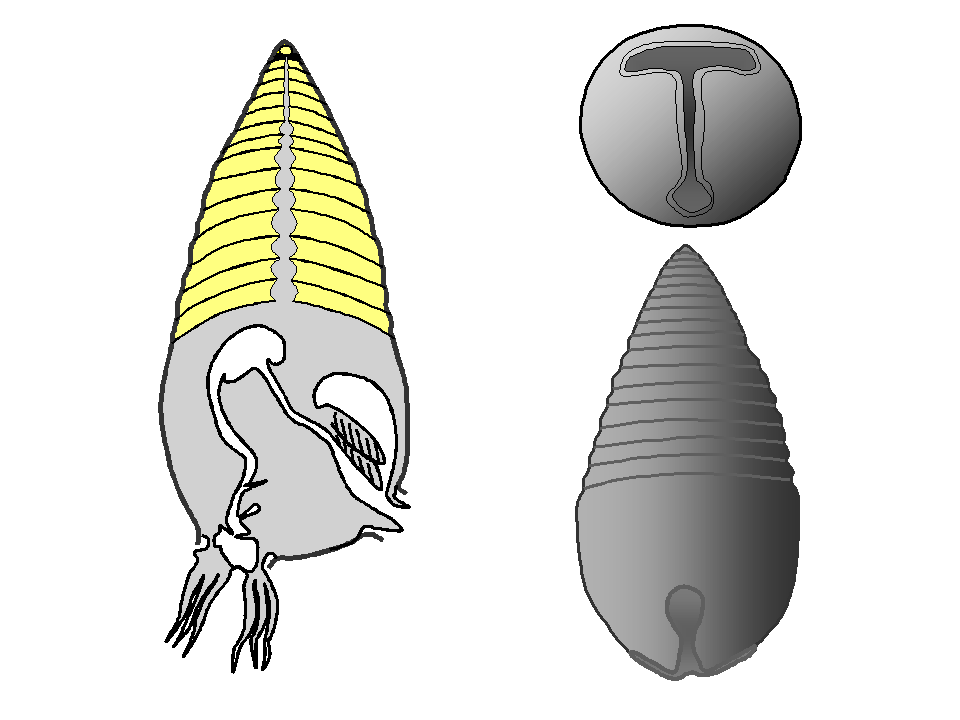
Gomphoceras Sowerby, altro genere caratteristico degli Oncocerida. Da sinistra: ricostruzione ideale in posizione di vita, con i tessuti viventi evidenziati in grigio e il fragmocono evidenziato in giallo; riproduzione schematica di una conchiglia in veduta adorale (in alto), con il peristoma sagomato a "T" (seno iponomico in posizione posteriore, rivolto in basso nell'immagine), e in veduta posteriore (in basso).

Gli Oncocerida Flower, 1950 sono un ordine di molluschi cefalopodi estinti, appartenenti alla sottoclasse Nautiloida, conosciuti dall'Ordoviciano Medio al Carbonifero Inferiore. Queste forme sono ritenute da diversi ricercatori come i progenitori dei Nautilida, gruppo di cui fanno parte i nautiloidi moderni.

## Descrizione
Gli Oncocerida sono caratterizzati da un sifone piuttosto sottile, in posizione sub-ventrale, generalmente privo di strutture interne (anche se in talune forme avanzate possono svilupparsi depositi intrasifonali di tipo actinosifonato, a lamelle radiali). I colletti sifonali sono ortocoanitici o sub-ortocoanitici nelle forme giovanili, per divenire cirtocoanitici nell'adulto, con anelli di connessione inflati, ellissoidali.
La morfologia della conchiglia è molto variabile. Nella maggior parte delle forme più primitive prevale una conchiglia di tipo cirtocono brevicono (cioè debolmente ricurva e breve), sovente compressa, con camera di abitazione bulbosa molto sviluppata in rapporto alla lunghezza totale della conchiglia (forme longidome),  mentre nelle forme avanzate abbiamo una varietà notevole di tipi di avvolgimento: girocono (avvolgimento planispirale con giri non a contatto tra loro), torticono (con avvolgimento elicoidale), serpenticono (avvolgimento planispirale con giri a contatto) e nautilocono (planispirale involuto, con ampio ricoprimento dei giri); più rare le forme ortocone e cirtocone longicone (allungate). Un elemento distintivo è l'apertura, spesso costretta nelle forme adulte, con peristoma articolato (in molti casi stellato o a forma di T, con seno iponomico lungo e stretto, in posizione posteriore).

## Habitat
Si tratta di forme probabilmente di fondo, bentoniche o necto-bentoniche, poco mobili. La posizione di vita era probabilmente con la conchiglia orientata verso l'alto e il capo verso il basso. L'estrema costrizione dell'apertura in molte forme è stata interpretata come adattamento ad una dieta di tipo microfago (composta cioè di microorganismi), anche se tale interpretazione non è affatto univoca tra gli autori. La camera di abitazione è caratterizzata dalla presenza di profonde impronte muscolari, che fanno pensare alla possibilità di movimenti di estroflessione di parte della massa cefalica o delle strutture nutritive dall'apertura. Comunque sia, sicuramente l'apertura contratta costituisce un carattere legato alla maturità sessuale dell'individuo e alla cessazione della crescita della conchiglia, e sembrerebbe indicare un cambiamento nello stile di vita e nel tipo di nutrizione tra forme giovanili e forme adulte.